# Chalonnes-sous-le-Lude
Chalonnes-sous-le-Lude település Franciaországban, Maine-et-Loire megyében. Lakosainak száma 115 fő (2018. január 1.). Chalonnes-sous-le-Lude Marcilly-sur-Maulne, Broc, Chigné, Dénezé-sous-le-Lude és Meigné-le-Vicomte községekkel határos.

## Népesség
A település népességének változása:
| Lakosok száma | 224  | 187  | 150  | 142  | 134  | 139  | 135  | 125  | 118  | 115  |
|               | 1968 | 1975 | 1982 | 1990 | 1999 | 2011 | 2013 | 2015 | 2017 | 2018 |